# شرکت راه‌آهن کونان
شرکت راه‌آهن کونان (انگلیسی: Kōnan Railway Company) شرکت ترابری ریلی ژاپنی است، که در سال ۱۹۲۶ تأسیس شد.